# Методій (Терлецький)
Мето́дій Терле́цький гербу Сас ЧСВВ (пол. Metody Terlecki herbu Sas; ?, Терло — 7 червня 1649 р., Холм) — український греко-католицький владика, з 1630 року — єпископ Холмський і Белзький.

## Життєпис
Методій Терлецький походив з Терла, що на Самбірщині з відомого шляхетського роду Терлецьких, котрий дав Україні кількох знаних церковних діячів. Був сином войського з Холмщини Федора з Терла Терлецького (1596 р.). Перед 1626 роком вступив в орден василіян, прийнявши монаший постриг, до 1626 р. перебував у Холмському монастирі. Впродовж 1626–1630 рр. навчався у Віденській єзуїтській колегії, яку закінчив у ступені доктора богослов'я.
4 лютого 1628 року король Сигізмунд III Ваза номінував його на єпископа Холмської єпархії, однак фактичним адміністратором до 1630 року зоставався митрополит Йосиф Велямин Рутський.
Методій Терлецький брав участь в організації місійних візитацій у Волощині, Далмації, Хорватії та Словенії (1628—1630). Під час аудієнції папа Урбан VIII сказав до нього відомі слова: «О mei Rutheni, per vos ego Orientem spero convertendum» («О мої русини, я сподіваюся, що завдяки Вам Схід навернеться»).
31 серпня 1630 року в єпископській резиденції в Білопіллі митрополит Йосиф Велямин Рутський, за посередництва Андрія Петровича, передав всю повноту влади в єпархії владиці Методію Терлецькому.
Методій Терлецький був утаємничений у переговори митрополита Петра Могили — Адама Кисіля щодо об'єднання з Римом та створення Київського патріархату.
В перші роки свого урядування розпочав процес з повернення втрачених раніше маєтностей Холмської єпархії. На час його правління припало фактичне зрівняння в правах уніятів та православних королем Владиславом IV. 14 березня 1633 року король видав диплом, на підставі якого православні могли посідати й зводити святині, а в королівських землях мав відбутись поділ церков пропорційно до кількості віруючих певної конфесії. Проти таких постанов 11 травня 1633 року виступив Методій Терлецький, який вбачав у них загрозу для унії. 14 березня 1636 року король видав новий привілей, згідно якого Холмська єпархія залишалась в руках уніятів, але православні отримали на її території більшість церков, монастирів, шпиталів, шкіл і братств. Над реалізацією тих постанов мали слідкувати спеціальні комісії, діяльність яких викликала значні протести як серед уніятів, так і серед православних. Таким чином Холмська єпархія знаходилась постійно в стані конфліктів, замішань та грабунків, найбільші з яких відбувались в Холмі, Грубешеві, Сокалю, Белзі, Красноставі, Тишівцях і Парчеві. 21 серпня 1641 року православний єпископ Афанасій Пузина протестував проти «наїзду» на православну церкву в Сокалі з боку унійного владики Методія Терлецького. Перебіг конфліктів часто був насильницьким, часто святині відбирались силою і збройно, знищувалось майно, побиття зазнавали вірні й духовні обох конфесій. До ще більш драматичних подій дійшло в кінці 1648 року, коли Холмщина також опинилась у вирі подій повстання Хмельницького. Козаки та місцеві повстанці нападали на уніятських священників, деякі з них загинули, була зруйнована холмська катедра, в Красноставі знищено весь архів, спалено Грубешів. Та найбільших втрат єпархія понесла на півдні, в районі Потилича, Магерова, Нароля і Липська. Зокрема в Липську після місячної облоги козаками та місцевими селянами, згідно тогочасних джерел, було вбито близько 2 тисяч мешканців, як місцевих, так і тих, хто рятувався втечею зі сходу (поляків, жидів та русинів-уніятів).
Попри труднощі, Методій Терлецький всіляко старався поширювати унію в своїй єпархії. В 1641 році до унії приєднались мешканці Красностава, двома роками пізніше — Острова. Однією з причин цьому було те, що Терлецький був одним із найбільш енергійних та освічених керівників єпархії. В 1638—1640 рр. сприяв перебудові холмської катедри та збудував монастирський корпус василіян, що існує і донині. До речі, він, ймовірно, провів перші археологічні дослідження в сучасній Польщі. При катедрі заснував два братства — Різдва і Непорочного Зачаття Пресвятої Богородиці. Владика Методій подбав про створення Холмської гімназії в 1639 році, доручивши її керівництво своєму майбутньому наступнику Якову Суші. Гімназія стала настільки популярною серед місцевого населення, що синод Холмської римо-католицької єпархії 15 квітня 1644 року заборонив католицькій молоді, під страхом відлучення від церкви, здобувати освіту в цій гімназії. Що свідчить про те, що уніяти мали конфлікти не тільки з православними, але й з римо-католиками. Також намагався створити при катедрі друкарню, метою якої було друк (кирилицею) слов'янських літургійних книг та релігійної літератури. Хоча Рим і надав свою згоду на це, проєкт не було зреалізовано через початок повстання Хмельницького.
Під впливом драматичних подій, пов'язаних з повстанням, Терлецький після повернення з монастиря в Супраслі помер в Холмі 7 червня 1649 року.